# Минная башня
Минная (Адмиралтейская) башня — разрушенное сооружение в Севастополе. Башня располагалась на современной улице Ленина (тогда Екатерининской), рядом с храмом Архистратига Михаила, между зданием Музея Черноморского флота и спуском на Минную пристань.

## История
Башня была сооружена из инкерманского камня в 1827 году. Проект строения разработал инженер-полковник Ван дер Вейде. По распоряжению вице-адмирала Алексея Грейга в Англии были куплены городские часы, которые установили на башне. Фактически башня являлась границей между адмиралтейством и городом, получив название Адмиралтейской. Строение состояло из четырёх ярусов: нижнего яруса (квадратного в плане со сквозным проемом) и верхних ярусов в виде усечённых конусов. Высота башни составляла 18 метров.

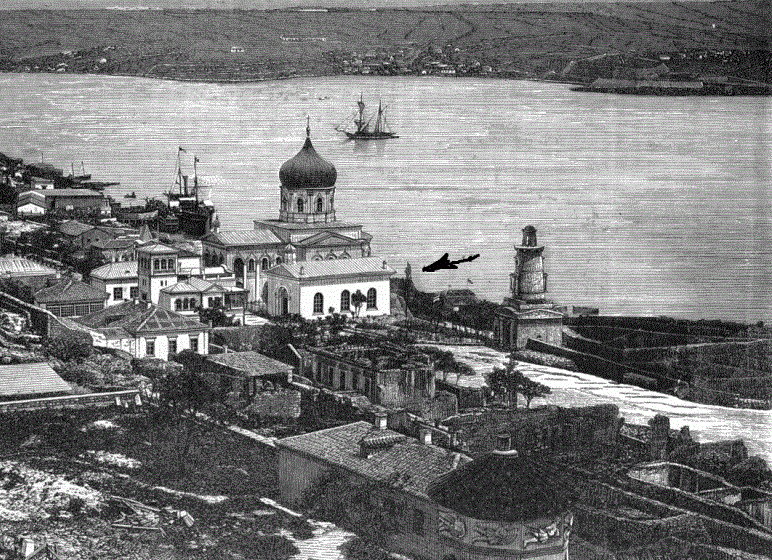
Вид до создания музея

В годы обороны Севастополя во время Крымской войны (1854—1855) рядом с башней находилось производство мин, после чего она именовалась Минной. Французские войска сняли с башни часы и установили их в главном штабе в Камышовой бухте, а затем вывезли во Францию. Сама башня получила получила сильные повреждения и следующие полвека находилась в полуразрушенном состоянии.
По распоряжению председателя Комитета по восстановлению памятников Севастопольской обороны великого князя Алексея Александровича к будущему 50-летию войны в 1899 году началась реконструкция башни. Работы проводил младший инженер П. Ф. Абрамов под руководством инженер-полковника К. Г. Сергеенко. Работы длились год и обошлись в 3978 рублей. Новые часы для башни были куплены в Санкт-Петербурге.
Во время Великой Отечественной войны башня была разрушена. Существовал проект восстановления Минной башни в конце 1940-х годов, но реализован он не был. Место, где находилась башня, обозначено на Генеральном плане города Севастополя 2005 года в разделе «Памятники и объекты истории, архитектуры и градостроительства (включая утраченные)».